# Furosemida

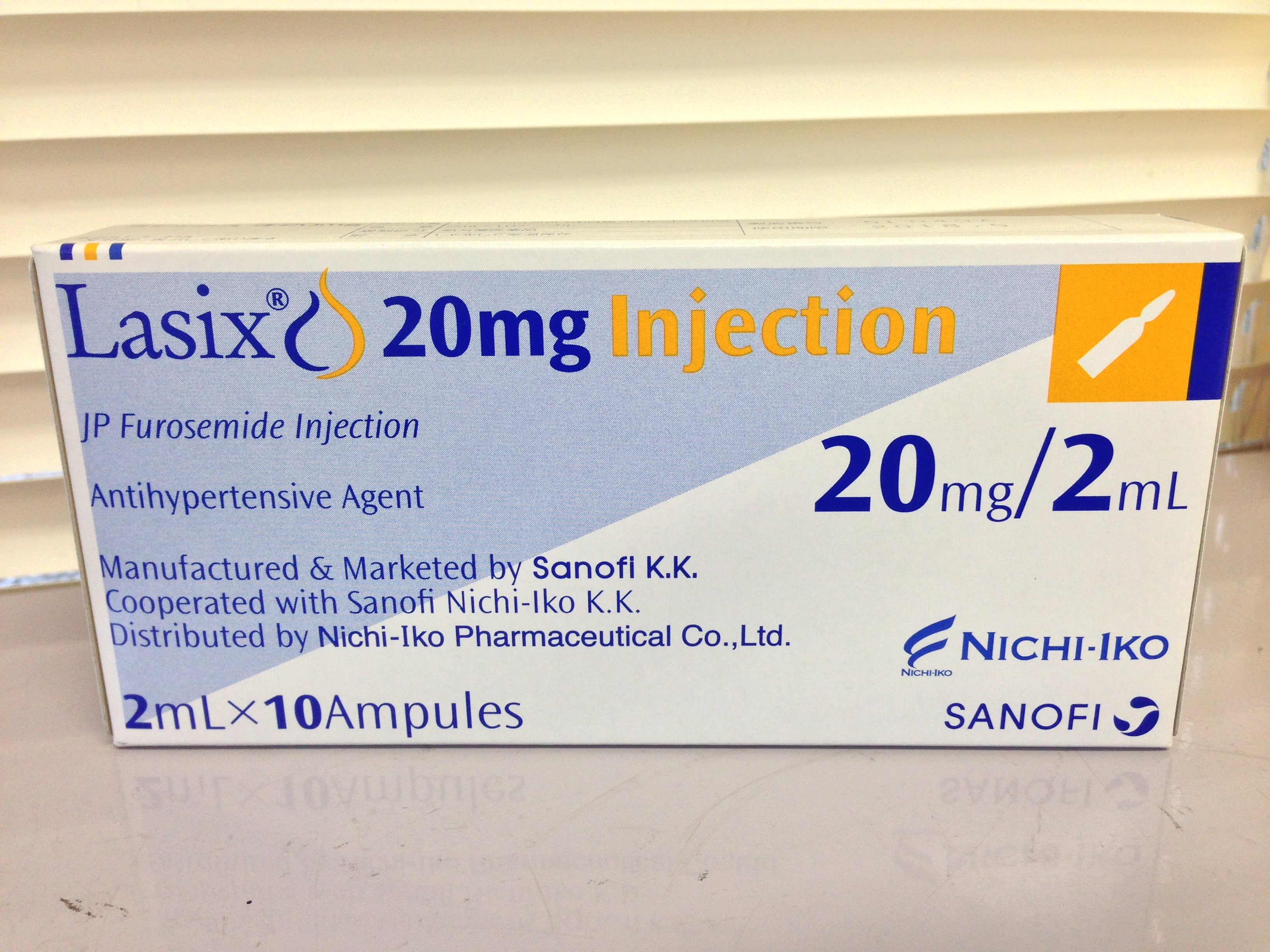
Furosemide

La furosemida és un diürètic de nansa que s'utilitza en el tractament de la insuficiència cardíaca congestiva, hipertensió arterial i edemes.

## Mecanisme d'acció
La furosemida, com els altres diürètics de nansa, actuen interferint en el mecanisme d'intercanvi d'ions de sodi, potassi i clor a la nansa de Henle.

## Indicacions
La furosemida és un fàrmac que està indicat en les patologies següents: edema associat a insuficiència cardíaca congestiva, edema associat a insuficiència renal crònica, edema associat a insuficiència hepàtica, hipertensió arterial i tractament en hipercalcèmia i hiperpotassèmia.

## Contraindicacions
En certes patologies o situacions clíniques la furosemida no es pot utilitzar. Algunes d'aquestes situacions són: hipersensibilitat a la furosemida o sulfonamides, hipovolèmia o deshidratació, hipopotassèmia o hiponatrèmia severa, estats precomatosos o comatós associat a encefalopatia hepàtica, lactància, entre altres

## Efectes secundaris
La furosemida té tota una sèrie d'efectes secundaris que cal conèixer per prevenir-los. Els seus efectes secundaris són: debilitat, mareig, confusió, cefalees, vòmits/nàusees i visió borrosa
Hi ha altres efectes secundaris més greus que cal tenir en compte i actuar de forma ràpida i eficaç davant d'ells. Aquests són: febre, pèrdua d'audició, dificultat en la deglució, pèrdua de pes severa, etc.
A escala de laboratori, la furosemida pot desencadenar diferents alteracions en paràmetres clínics com: increment de la concentració hemàtica d'urea i creatinina, increment colesterol, triacilglicerols i àcid úric, alteracions electrolítiques (increment de l'excreció de sodi, potassi, calci), etc.

## Vies d'administració i posologia
La furosemida és un fàrmac que té diverses vies d'administració. Aquest diürètic es pot administrar via oral, endovenosa i intramuscular.

### Via oral
Per via oral (VO) s'administren comprimits de 40 mg que es pot incrementar fins a 80 un cop al dia. En la gent gran s'utilitzen les mateixes dosis sempre anant en compte, ja que són més sensibles a l'efecte del fàrmac.
En els nens les dosis administrades són 1 i 2 mg/kg cada 6-12 hores existint una dosi màxima de 6mg/kg/dia dividida en tres preses diàries.

### Via intravenosa
L'administració intravenosa de la furosemida pot ser: directa, intermitent o continua
- IV directa: la dosi recomanada és d'entre 20-40 mg de diürètic i el temps d'administració d'entre 1 i 2 minuts aproximadament. No cal dissoldre el fàrmac.
- IV intermitent: s'aconsella administrar 4 mg/minut. En aquest cas, cal diluir-la en sèrum fisiològic 0,9% de 50 o 250 ml. També es pot administrar amb sèrum glucosat 5%.
- IV continua: la dosi màxima recomanada al dia és de 1500 mg. Cal administrar-la amb bombes de perfusió per evitar el risc d'intoxicació.[7][8]

### Via intramuscular
L'administració intramuscular (IM) s'utilitzarà quan la teràpia intravenosa no sigui efectiva o accessible. La dosi recomanada en administració IM és de 20 mg amb un temps d'administració lent.

## Interaccions medicamentoses
La furosemida és un fàrmac que pot desencadenar interaccions medicamentoses si s'administrà simultàniament a altres fàrmacs.

### Furosemida i hidrat de cloral
L'administració simultània de la furosemida i l'hidrat de cloral pot provocar l'aparició de tota una sèrie de signes i símptomes. Aquests són: diaforesi, hipertensió arterial, taquicàrdia, nàusees, etc.

### Furosemida i aminoglucòsids i altres ototòxics
Cal anar amb compte, ja que la furosemida pot incrementar l'ototoxicitat dels fàrmacs.

### Altres fàrmacs
Hi ha altres fàrmacs que es poden administrar de forma simultània amb la furosemida però cal estar altera per detectar l'aparició de símptomes relacionats amb la interacció entre els dos fàrmacs. Els fàrmacs que cal vigilar són: risperidona, liti, antihipertensius, fàrmacs nefrotòxics, antidiabètics, cefalosporines, etc.